# Levántate (partido político)
Levántate (en portugués: Ergue-te, E), conocido hasta julio de 2020 como Partido Nacional Renovador (PNR), es un partido político portugués de ideología nacionalista, fundado el 12 de abril del año 2000. Su lema es "Nação e Trabalho" ("Nación y Trabajo") y uno de sus objetivos consiste en la valorización de un "espíritu nacionalista portugués". Entienden que nacionalismo es colocar los intereses de la nación por encima de "cualesquiera intereses sectarios". Su presidente es, desde junio de 2005, José Pinto Coelho.
En 2009, el PNR se auoproclamó apologista de la "Nueva Derecha Nacional, Social y Popular".
En las elecciones legislativas de 2005 obtuvo cerca de 9.400 votos, lo que representó el 0,2% de los electores. En las elecciones municipales (autárquicas) del 1 de julio de 2007 para la Cámara Municipal de Lisboa obtuvo 1.501 votos (0,8% de los votos). En las elecciones al Parlamento Europeo de 2009 la lista del PNR, encabezada por Humberto Nuno de Oliveira, obtuvo 13.037 votos, que representaron un 0,4% del total escrutado.
El PNR obtuvo en las elecciones legislativas de 2011 la confianza de 17.742 electores, incluyéndose en ellos 112 votos de los círculos electorales de la emigración portuguesa en el extranjero, siendo más de un tercio de este total de portugueses residentes en Brasil. Con un presupuesto de 1.500 euros, el PNR consiguió el mejor resultado de su historia, habiendo concurrido por primera vez en todos los círculos electorales.

## Historia
El PNR, creado en febrero del año 2000, tiene sus orígenes entre los que apoyaban a diversos partidos, movimientos y coaliciones electorales pequeñas de la ultraderecha, la mayoría surgidos después del PREC, todos ellos disueltos tras un breve tiempo de actividad sin obtener resultados electorales apreciables.
Tras la desaparición de estas fuerzas, y frente a las dificultades encontradas por los militantes de la ultraderecha portuguesa para tratar de reunir las 5.000 firmas necesarias para formar un partido político en Portugal, la adquisición de un partido de centro-izquierda en decadencia (el Partido Renovador Democrático) se presentó como oportunidad.
El PRD había entrado en decadencia, acumulaba deudas y estaba sin actividad, pero no estaba legalmente extinto. Fue entonces que elementos de la Aliança Nacional (que aglutinaba elementos de partidos ultraderechistas y del también extinto MAN) se afiliaron al PRD, pagaron sus deudas y, una vez con el control del partido, le cambiaron el nombre al actual y adoptaron un nuevo programa.
El MAN fue objeto de una petición de disolución al Tribunal Constitucional portugués por profesar la ideología fascista. Tal petición fue aceptada y, por lo tanto, el MAN debió autodisolverse.
En julio de 2020, el partido cambió su denominación oficial a Levántate (en portugués: Ergue-te, E).

## Ideología y programa
El E se opone a la inmigración económica, alegando que la llegada de mano de obra extranjera perjudica el acceso a puestos de trabajo por parte de los ciudadanos portugueses y sirve para mantener una política de bajos salarios. Coloca a la familia como institución básica de la sociedad, y que como tal, debe ser más protegida por el Estado portugués a través de la creación de un Ministerio de la Familia y de la revisión de la Ley de Bases de la Familia.
El E está a favor de la ilegalización del aborto en determinados casos, y aboga por la creación de una red de guarderías estatales con mensualidades simbólicas: la idea subyacente a estas dos ideas es el fomento de la tasa de natalidad debido al decrecimiento poblacional que se viene experimentando en Portugal. Además de eso, el partido propugna penas duras para la violencia sobre la infancia y la pornografía infantil, y defiende que sean agravadas las penas para los crímenes de abuso sexual y otras formas de degradación y abuso de menores, como la explotación del trabajo infantil. 

### Programa
Su programa incluye propuestas como: 
- Apoyar a la familia, la natalidad portuguesa y la educación;
- Reinstaurar el servicio militar obligatorio para los jóvenes de sexo masculino.
- Revocar la ley que permite la práctica del aborto y del matrimonio entre personas del mismo sexo;
- Revocar la ley que introdujo el Novo Acordo Ortográfico.
- Defender la producción nacional como forma de fomentar el empleo y combatir la dependencia del exterior;
- Restringir la inmigración e invertir los flujos migratorios.
- Combatir el crimen, endureciendo el Código Penal portugués, y reducir la edad de imputabilidad penal.
- Terminar y combatir la corrupción política y social.
- Combatir el marxismo y el capitalismo, que supuestamente llevan a miles de familias portuguesas y ponen en jaque a la nación, las empresas y al trabajo nacional.
- Combatir la precariedad laboral.
- Reconstruir gran parte de las líneas ferroviarias, bien siendo cerradas o retiradas a lo largo de los sucesivos gobiernos, tales como el Ramal de Cantanhede y partes de la Linha da Beira Baixa entre la Covillana y Guarda.
- Implementar cuotas mínimas diarias del 40% de música portuguesa en las radios y del 10% mensuales de cine portugués en las salas de cine y en la televisión.

### Política exterior
En términos de política exterior, el E se opone al proceso de federalización de la Unión Europea, defendiendo la cooperación en vez de la integración. Preconiza una cooperación económica basada en las ventajas recíprocas para todos los Estados, resultantes de la ampliación de los mercados y de la abolición de las barreras arancelarias, pero oponiéndose a la integración política.
El E se opone también a la entrada de Turquía en la Unión Europea, por considerar que no son un país europeo ni geográficamente, ni culturalmente, ni étnicamente. Alegan también cuestiones relacionadas con la criminalidad, el terrorismo y los derechos humanos.
En febrero de 2008, el E se reunió con el embajador de Serbia en Portugal para la promoción de un juicio más imparcial por parte de la Unión Europea.

## Organización

### Símbolos

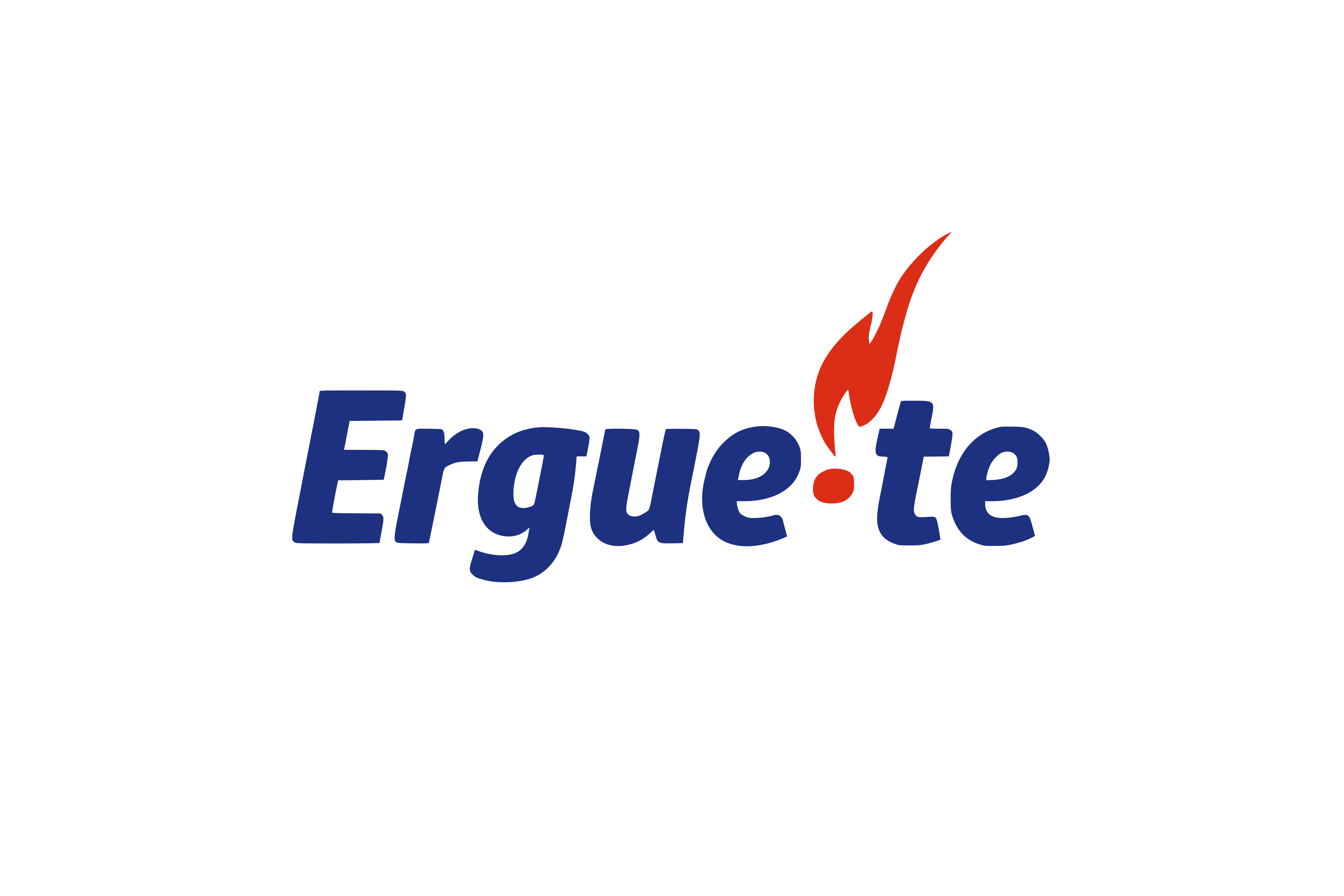
Bandera de Ergue-te.

El símbolo del E es la llama y representa el descubrimiento humano ancestral: el fuego. Los colores de la bandera se basan en los, supuestamente, símbolos más antiguos de Portugal.
- Azul: Es el color de las armas de Afonso Henriques, y fue adoptada para la primera bandera de Portugal: cruz azur sobre fondo de plata.
- Rojo: El rojo representa la sangre derramada en las batallas de los antepasados.

### Ala juvenil
La "Juventude Nacionalista" (Juventud Nacionalista) es el ala juvenil del PNR. Desde principios del año 2006 ha tratado de reclutar a jóvenes estudiantes en institutos de Secundaria y en centros de enseñanza superior. Esta situación despertó más de una vez la atención de las autoridades, que enviaron informes a los ministros de Educación y Administración Interna. Según el informe, a pesar de que el E sea un partido legalizado, existe un riesgo efectivo de transmisión a los jóvenes de ideas de carácter xenófobo y potenciadoras de la violencia, pero desde la creación de la Juventude Nacionalista no ha habido ningún acto de violencia racista por parte de la misma o de miembros de la JN. Su líder confirmó esté reclutamiento, rechazando, no obstante, la transmisión a los jóvenes de mensajes de naturaleza criminal o violenta. Entre otros argumentos, alega que existe una discriminación excesiva por parte de las fuerzas políticas, entre otras, en lo que se refiere a los actos de reculutamiento por esta fuerza política y la promoción de su ideología, visto que otras fuerzas lo pueden hacer sin que sean discriminadas.

### Afiliación internacional
El partido es miembro de la Alianza Europea de Movimientos Nacionales, grupo ligado a la extrema derecha. En este grupo se encuentran partidos como Jobbik de Hungría, el Frente Azul y Blanco de Finlandia, el Partido Nacional Británico, el Movimiento Social Republicano de España, el Partido Nacional Democrático de Bulgaria o Fiamma Tricolore de Italia.

## Perfil público

### Manifestaciones
El E ha estado envuelto en varias polémicas. En 2006 participaron en una manifestación de agentes de fuerzas de seguridad contra el Gobierno portugués, llevándola casi a la suspensión. La noticia del "Diário de Notícias" sobre la participación del PNR fue la siguiente:

"Fue la confusión total. Ya habían pasado casi 120 minutos de la hora marcada para el inicio del desfile de los agentes de las fuerzas de seguridad contra la política del Gobierno cuando los organizadores llegaron a Marqués de Pombal para avisar que, finalmente, no habría manifestación. Con el argumento de que a los agentes de la PSP, de la Guardia Nacional Republicana, de la Policía Marítima y de los Servicios de Extranjería y Fronteras se les acusaba de 'desfilar junto a neonazis' (y representantes del Partido Nacional Renovador) que se habían concentrado en aquel local para participar en la manifestación. Y con temor a que ocurriesen conflictos entre los dos lados. La decisión de los organizadores de la manifestación - la Comisión Coordinadora Permanente de Sindicatos y Asociaciones de Fuerzas y Servicios de Seguridad - enfureció a los agentes de las varias fuerzas policiales. Las protestas aumentaron de tono, se generó confusión y, de repente, cuando menos se esperaba, los elementos de las fuerzas de seguridad pasaron por encima de la decisión de la organización y comenzaron a desfilar. La Comisión Coordinadora había perdido el control de la situación. Y el desfile se hizo, de hecho, hasta el Terreiro do Paço, donde está instalado el Ministerio de Administración Interna. Allí, los agentes exigieron cambios en el sistema de salud, en la administración y mejores condiciones de trabajo. Los militantes de extrema derecha, tras haber tenido un palco para hablar a los medios de comunicación, comenzaron a dispersarse, viéndose a lo largo del desfile un grupo aquí y allá. Pero no siguieron la manifestación detrás de las fuerzas policiales."

### Controversias
El E ha sido acusado de promover la discriminación basada en razones étnicas, religiosas o sexuales. La cuestión de si el partido debe ser ilegalizado o no ha sido, y todavía es, motivo de discusión en Portugal, especialmente porque la Constitución portuguesa prohíbe cualquier tipo de discriminación basada en la orientación sexual, el género, la etnia o la religión, y la existencia de partidos políticos de ideología fascista.
Algunos exmiembros suyos fueron condenados por discriminación racial y crímenes violentos como, entre otros, el asesinato de un dirigente del PSR (José Carvalho) y de un joven originario de Cabo Verde, después de haber estado ligados a grupos terroristas de ultraderecha como el Frente Nacional o la rama portuguesa de Hammerskins. Entre tanto, la forma de actuación de estos grupos llevó a una desvinculación del PNR en relación con los mismos.